# Ivan Kupala (gruppo musicale)
Ivan Kupala è un progetto musicale formato da tre musicisti e produttori di San Pietroburgo che produce musica etno-elettronica e folk unendo melodie russe e balcaniche con suoni elettronici.
Il gruppo, formato da Denis Fyodorov, Alexei Rumyantsev, Alexei Ivanov e diverse coriste, ed è attivo dal 1996.
Il progetto musicale prende nome da Ivan Kupala, una festa popolare russa di origine pagana che si celebra il 7 luglio secondo il calendario gregoriano. La festa, celebrata entusiasticamente dai giovani russi, ucraini e bielorussi, segna l'inizio della stagione estiva, e la notte che la precede è dedicata tradizionalmente ai festeggiamenti più sfrenati.

## Discografia
- 1999 – Кострома / Kostroma
- 2000 – Здорово, Кострома / Zdorovo, Kostroma (remixes)
- 2002 – Радио Награ / Radio Nagra
- 2003 – Лучшие песни / Best Songs 96-03
- 2012 – Родина / Rodina